# بتراليا سوبرانا
بطرلية سُبرانة أو (نقحرة: بتراليا سوبرانا) (بالإيطالية: Petralia Soprana)‏ هي بلدية في مقاطعة باليرمو في صقلية الإيطالية.

## السكان
في سنة 1861 بلغ عدد السكان 4٬700 نسمة، وتطور العدد ليصل في سنة 2011 لـ 3٬443 نسمة.
يظهر هذا المخطط البياني تطور النمو السكاني لـ بطرلية سُبرانة